# Голод 33
«Голод-33» (англ. «Famine 33») — український фільм кінорежисера Олеся Янчука. Фільм знятий за мотивами повісті Василя Барки «Жовтий князь» — перший художній фільм, який розкриває злочини сталінсько-більшовицького режиму проти народу України — штучний голод 1932—1933-х років.

## Сюжет
Після радянсько-української війни (1917—1921) армія УНР була розбита червоною армією і Україна насильно включена до складу Радянського Союзу. Як тільки Сталін утвердився при владі наприкінці 20-х років, за його наказами, комуністична партія методами систематичного терору встановила контроль над усіма аспектами суспільного і політичного життя в Україні. Українське селянство стало першою жертвою нової правлячої сили, оскільки постійно відбувалися повстання проти комуністів і це загрожувало поваленням комуністичному уряду. У 1932 році вийшов Московський указ, який коштував життя мільйонам людей. Попри врожайний рік, у людей відбирали усі запаси, а окрім того — усю їжу та худобу, аргументуючи це створенням «колгоспів». Згодом, коли у людей не лишилося нічого, вони почали шукати залишки насіння на полях, і вийшов закон про колоски, за які був розстріл. Тому люди їли бур'яни та мишей, а згодом почав відбуватися канібалізм. У сюжеті стрічки в центрі цієї трагедії опинилася звичайна селянська сім'я — діти, батько та дружина і їх стара мати, яка незабаром перша загинула від штучного голоду… Потім помирали слабкі діти. А трагедію цю глядач побачить очима голодної дитини.

## Актори
- Галина Сулима — Дарія Катранник
- Георгій Морозюк — Мирон Катранник
- Олексій Горбунов — Більшовик
- Максимко Коваль
- Оленка Ковтун
- Костянтин Казимиренко
- Неоніла Світлична
- Леонід Яновський
- Петро Бенюк
- Лев Окрент — епізод
- Олег Ісаєв
- Тетяна Слобідська
- Світлана Ромашко
- Лариса Кадирова
- Аліджан Солуян
- Іван Бондарь — епізод
- С. Гордієнко — епізод
- Олександр Дубович — епізод
- Юрій Дубровін — епізод
- Максим Кондратюк — епізод
- Наталія Кононова — епізод
- Мирослав Маковійчук — епізод
- Ігор Слобідський — епізод
- Олена Янчук — епізод

## Нагороди
- 1991 — 1-й Всеукраїнський кінофестиваль у Києві — Головний приз.
- 2009 — головний приз Венсенського кінофестивалю — приз Анрі Ланглуа.

## Факти
- Фільм став першою повнометражною картиною Олеся Янчука. Не маючи великого режисерського досвіду, Янчук знімав фільм, не боячись санкцій з боку влади.
- Сцена жнив знімалась на Полтавщині.
- В знімальної групи була ідея відправити одну з копій фільму Лазару Кагановичу — одному з ініціаторів проведення Голодомору 1932—33 років. Однак цього не сталося — в останній день зйомок фільму Каганович помер.
- Для зйомок епізодів масовки були залучені селяни з навколишніх сіл.
- Епізоди в зруйнованій церкві знімались в церкві на Чернігівщині, в околицях міста Прилуки, яка на момент зйомок була в такому стані, в якому її залишили більшовики — повністю зруйнована. Сцена служби божої на початку фільму знімалась в тій самій церкві — після зйомок основних епізодів церкву відреставрували і зняли в ній службу. Церква продовжила функціонувати і після зйомок.
- Епізод, де більшовики викидають з поїзда тіла розстріляних селян, знімався на Київщині. В зйомках були задіяні професійні каскадери.
- Один з головних історичних консультантів фільму, історик Джеймс Мейс, який вивчав події Голодомору, знявся в епізодичній ролі американського журналіста Волтера Дюранті, який підтримував радянську владу і приховував події Голодомору. Ця сцена не потрапила в кінцевий варіант фільму.
- В епізодичній ролі худого діда, який говорить сину Мирона, Андрієві тікати, виступив колишній в'язень Соловків, який відсидів там 25 років.
- Фільм знімався на добровільні кошти. Головним продюсером фільму виступив закарпатський банк «Лісбанк», який мав отримати частку прибутків від прокату. Однак, переглянувши готовий фільм, продюсери були настільки розчулені, що вирішили відмовитись від повернення коштів, а наполягли на тому, щоб фільм побачили якомога більше людей.[2]
- Фільм вийшов в прокат на телебаченні на каналі УТ-1 напередодні Всеукраїнського референдуму 1 грудня 1991 року, за яким Україна набула незалежності.
- Закадровий текст в кінці фільму «Діти остання година! А що чули були, що антихрист іде, а тепер з'явилось багато антихристів… Із нас вони вийшли, та до нас не належали» — цитата із Біблії (Іоана 2:18-19)
- Для показу україномовного оригіналу фільм повністю озвучено російською мовою з багатоголосим закадровим озвученням на студії «Так Треба Продакшн». Ролі озвучували: Анатолій Пашнін, Володимир Терещук, Олена Бліннікова та Наталя Поліщук.